# باغ سنگی

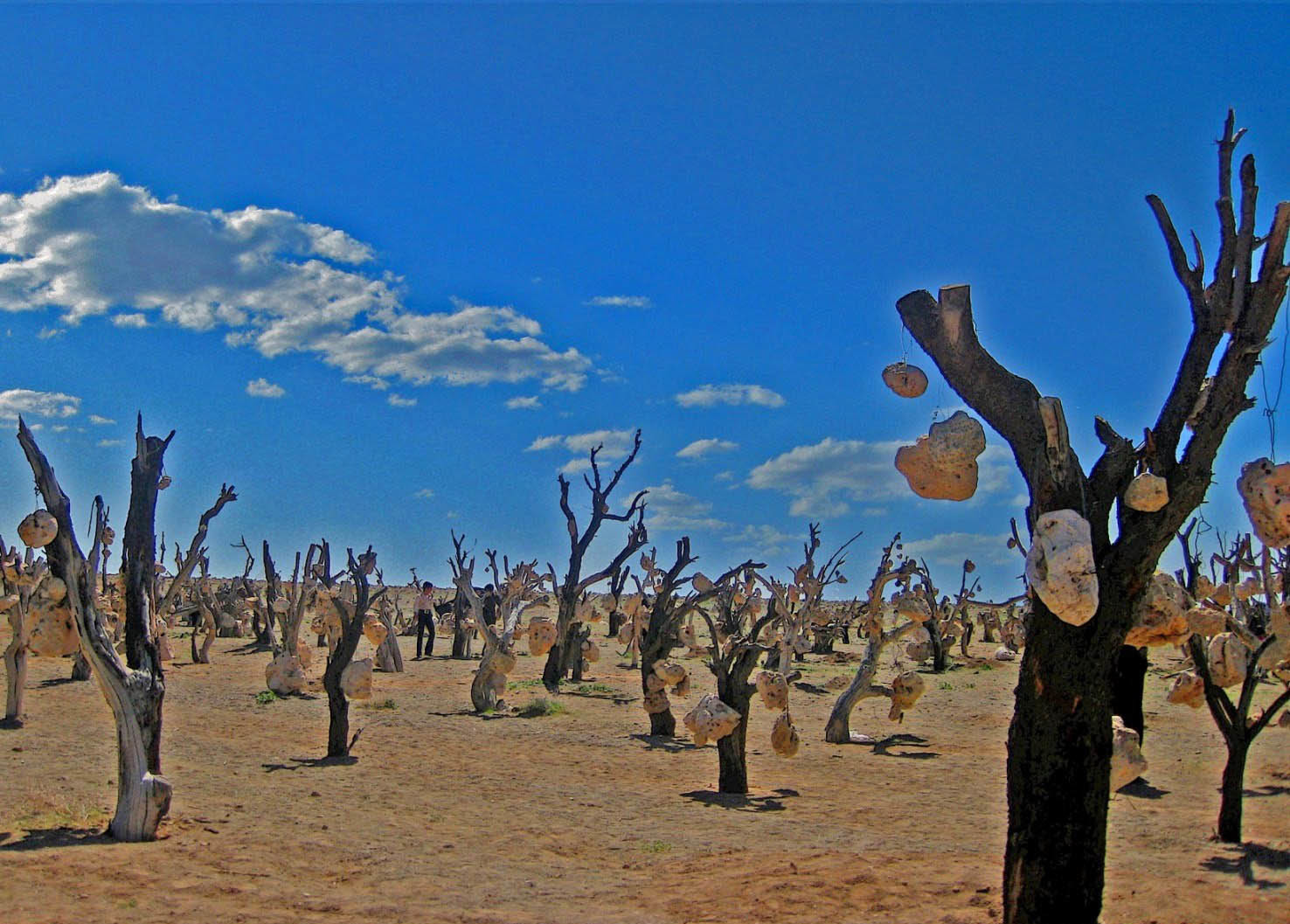
نمایی از باغ سنگی سیرجان

باغ سنگی یکی از جاذبه‌های استان کرمان و شهر سیرجان است. باغ سنگی علاوه بر ثبت در میراث فرهنگی کشور به ثبت رسیده است  این محوطه که قبلاً باغ بوده در حوالی دهستان بلوردو روستای میاندوآب در ۴۰ کیلومتری جنوب شرقی سیرجان قرار دارد. این باغ به شکل شش ضلعی نامنظم می‌باشد و متعلق به یکی از عشایر طایفه قره سعدلو از ایل بچاقچی بنام درویش خان اسفندیارپور بوده‌است. درویش خان اسفندیارپور از نسل حسن خان فرزند امیرعلی خان اسفندیارپور می‌باشد و ناشنوا بوده و قادر به سخن گفتن نمی‌باشد، امرار معاش او و خانواده‌اش از طریق دامداری و کشاورزی بوده‌است. در مورد انگیزه درویش خان از خلق چنین اثری داستانهای متفاوتی نقل می‌شود که همگی در حد حدس و گمان می‌باشد از جمله اینکه پس از اصلاحات ارضی در سال ۱۳۴۰، درویش خان برای اعتراض به از دست دادن املاکش، دست از باغ‌داری برداشت تا این‌که همه درختان زمین باقی مانده او پس از تقسیم اراضی خشک شدند. او به همه شاخه‌های درخت‌های میوه سنگ آویزان کرده بود و از آنها چون میوه حقیقی مراقبت می‌کرد. درویش خان اسفندیارپور در سن ۸۳ سالگی در ۱۸ فروردین ۱۳۸۶ درگذشت و پیکرش در این باغ دفن گردید.
در سال ۱۳۵۵ پرویز کیمیاوی فیلمی را بنام باغ سنگی از این باغ با شرکت درویش خان اسفندیارپور ساخت که برنده جایزه خرس نقره‌ای جشنواره بین‌المللی فیلم برلین شد.

مقبره درویش اسفندیارپور مالک سابق باغ سنگی

## مشخصات باغ
باغ به شکل یک شش‌ضلعی نامنظم، با ۲۰۰ درخت، در میانه بیابان است. در دوسوی جاده‌ای که به باغ سنگی می‌رسد، زمین‌ها لم‌یزرع‌اند و باغ‌های پسته، دِیمی.
درویش‌خان اسفندیار شروع به حفر کردن چاله‌هایی در زمین خشک کرد. او درختان خشکیده را در این چاله‌ها به وسعت زیادی کاشت و این کار را ادامه داد. زمانی که کاشت این درختان خشکیده تمام شد، شروع به آویزان کردن سنگ‌هایی از شاخه‌های درختان کرد. در نهایت وسعت این باغ سنگی به ۱۰۰۰ متر رسید و ۱۸۰ درختی که در آن کاشته شده بودند و سنگ‌هایی که مانند میوه از آن آویزان بود این باغ سنگی را پدیدآورد.
بیشتر سنگ‌های این باغ، دارای سوراخی هستند که شاخه‌ها از آن رد شده‌اند. برخی معتقدند که این سنگ‌ها در یک مکان مشخص بوده‌اند که درویش‌خان آن را پیدا کرده بوده و به اینجا می‌آورده و برخی نیز می‌گویند که خود او سنگ‌ها را به این شکل درمی‌آورده‌است. اما به هر حال کسی تا به حال پیدا نشده که بگوید او را در هنگام سوراخ کردن سنگ‌ها دیده و البته هیچ نوع وسیله‌ای هم برای سوراخ کردن سنگ در باغ یافت نشده‌است. البته به جز سنگ، او چیزهای دیگری مانند لاستیک‌های پنچر شده، آینه‌های شکسته، فنر و هر چیزی که به نظرش می‌رسیده را به درخت آویزان می‌کرده، اما بخش بیشتر باغ سنگی سیرجان را همان میوه‌های سنگی تشکیل داده‌اند.

## مسیر دسترسی
پس از حدود کیلومترِ ۳۰ جاده سیرجان به سمت بافت و پس از عبور از بلورد، حیدرآباد و میاندوآب، تابلوی باغ سنگی سیرجان قابل مشاهده است که نشانی «اثر ملی باغ سنگی» را در جاده‌ای خاکی می‌دهد. باغ سنگی از ابتدای آن جادهٔ فرعی حدود ۴ کیلومتر رانندگی در پیش دارد.